# Одноклассники (фильм Сергея Соловьёва)
«Одноклассники» — российский художественный фильм 2010 года,  режиссёрская работа Сергея Соловьёва. Снят по сценарию ученицы Соловьёва Софьи Карпуниной, также сыгравшей в фильме главную женскую роль. Критики отмечали сходство Карпуниной с Татьяной Друбич в фильме «Асса», а сам фильм сравнивали с «Ассой» наших дней.
Премьера в кино состоялась 11 марта 2010 года, на телевидении фильм был показан 21 октября 2011 года в программе «Закрытый показ» (Первый канал).
Мать главного героя, которого сыграл сын актрисы — последняя кинороль Алёны Бондарчук, умершей в ноябре 2009 года.

## Сюжет
Москва, наши дни. Главная героиня (Она; её имя ни разу не названо) и Федя («Батон») — выпускники школы, которые дружат с четвёртого класса. Они — дети очень богатых родителей, и родители устраивают им шикарный выпускной вечер с выступлением Жени Отрадной, поездкой на лимузинах по ночной Москве, катанием всего класса на пароходе и призом «самой красивой паре» из чистого золота.
Проходит три года. Федя погружён в бизнес, а Она «учится писать» на курсах драмы и комедии. Отношения между ними напряжены. Однажды у них дома, пока Федя разговаривает с пришедшим в гости лучшим другом и одноклассником, балагуром Стёпой, Она режет себе вены в ванной. Её спасают, они начинают реже видеться с Федей. Как-то раз, встретив Стёпу на машине после курсов, Она просит отвезти её в Питер. Они приезжают ночью, в баре гостиницы Она говорит с пьяным скульптором Геной, который обещает ей показать, где покоится прах Виктора Цоя, перенесённый поклонниками с кладбища. В номере Она просит давно влюблённого в неё Стёпу «приставать» к ней, однако вскоре останавливает его. Они возвращаются в Москву, где встречаются с Федей.
Проходит несколько месяцев. Она уезжает из страны неизвестно куда, на присланной ей Феде открытке штамп «на каком-то суринамском, причём справа налево». Федя просит Стёпу съездить найти девушку, Стёпа отправляется в путешествие. На Гоа он неожиданно встречает питерского алкоголика Гешу, который знакомит его с пожилым «польским аристократом», «без пяти минут лауреатом Нобелевской премии» и одновременно боксёром Янеком. Стёпа показывает им фотографию, по которой некоторые из местных опознают «девушку с ребёнком», живущую в этих местах. Вскоре Стёпу, пробуждающегося от наркотического трипа после приёма ЛСД, находит Она с местной девочкой лет пяти. Она говорит, что ей хорошо здесь и возвращаться она не планирует. Рыбак, у которого она снимала комнату, умер, и у него осталась маленькая дочка, которую Она теперь собирается воспитывать.
Стёпа выбрасывает мобильник в море, однако говорит, что скорее всего ему придётся вернуться — в Москве он «успешный менеджер, не то по часам, не то по трусам», к тому же у него осталась дома престарелая бабка. Девушке он отдаёт банковскую карту с деньгами от Феди.
Фильм заканчивается закадровой цитатой из Книги пророка Захарии (стихи Зах. 8:12, Зах. 8:17).

## В ролях
| Актёр               | Роль                          |
| ------------------- | ----------------------------- |
| Константин Крюков   | Федя по кличке «Батон»        |
| Аристарх Венес      | Стёпа                         |
| Софья Карпунина     | Она                           |
| Андрей Руденский    | отец Феди, олигарх            |
| Андрей Межулис      | отец главной героини, олигарх |
| Михаил Ефремов      | скульптор-бомж Геша           |
| Алёна Бондарчук     | мать Феди                     |
| Елена Дробышева     | мать главной героини          |
| Даниэль Ольбрыхский | поляк на Гоа                  |
| Светлана Тормахова  |                               |
| Оксана Климова      | секретарша                    |
| Юрий Тарабанов      | выпускник                     |
| Анна Калашникова    | эпизод                        |

## Саундтрек
Инструментальную музыку для фильма написала дочь режиссёра Анна Соловьёва. В фильме также звучат песни:
- Евгения Отрадная — Уходи
- «Иван Кайф» — Штирлиц (рефрен)
- Татьяна Зыкина — Ты не бойся
- Владимир Маркин — Я готов целовать песок
- «Кино» — Закрой за мной дверь, я ухожу («Между Землёй и небом — война…») (финальная)

## Вырезанные сцены
Во время обсуждения фильма в программе «Закрытый показ» Сергей Соловьёв и Софья Карпунина рассказали, что в окончательную версию фильма не вошли некоторые сцены:
- перед сценой в ванной героиня Карпуниной «перед тем, как суицидничать», выпивает два стакана водки;
- когда, после долгого отсутствия главной героини, родители Батона приглашают для знакомства с ним девушку-певицу, он после её пения выходит на кухню, достаёт кухонный нож из ящика стола, выпивает 100 грамм водки и говорит «Пойду-ка я её зарежу».

## Отзывы
Критики оценили фильм в целом положительно, отметив параллели с предшествующими работами Соловьёва. Так, Роман Волобуев назвал фильм «„Асса“-light про современных детей», отметив, что режиссёр в этом фильме «скользит — не по верхам, а скорее вдоль, насквозь и навылет. Пробалтывает концы фраз, злоупотребляет эллипсисом, уходит в расфокус там, где должна быть логическая связка, но в итоге говорит о сегодняшнем дне живей, точней и лучше всех, снимающих в России сегодня».
Аналогично, Ярослав Забалуев отозвался о фильме как о «первом и пока единственном новом русском фильме, про который сегодняшние условно 25-летние могут сказать, что это кино про них». По мнению критика, сцена выпуского бала в начале фильма «видится приветом из „Дома под звёздным небом“ — самого чудовищного и абсурдного в условной перестроечной трилогии, начатой „Ассой“ и „Чёрной розой“», а «в следующем куске молодёжь пытается сыграть как раз в „Ассу“, только совсем примитивную».
Фильм сравнивали также с картиной «Сто дней после детства», ставшей в своё время первой в «бесконечном соловьёвском сериале о юности».
Сам Сергей Соловьёв во время обсуждения фильма в программе «Закрытый показ» назвал фильм «новым жанром» — «слабо умное кино, в три слова. Не просто „слабоумное“ — это неправильно. Слабо умное кино. Почему? Потому что и на меня, представителя, скажем, не совсем молодого поколения, и на молодых людей, с которыми я постоянно имею дело, потому что во ВГИК преподаю, любые так называемые умные мысли прямо на моих глазах превращают их в такие засохшие цветки, они сразу готовы опасть. Потому что на любую умную мысль есть другая умная мысль, да? И эти умные мысли могут так коловращаться до вообще полного безумия. То есть я сейчас — принципиальный антиконцептуалист именно в связи с этим. На любую концепцию есть другая концепция… Поэтому мне бы просто хотелось, чтобы люди посмотрели историю без всяких вообще нагрузок».
Во время того же обсуждения Александр Гордон высказал своё мнение о фильме, состоящее в том, что в нём «даны три индивидуальности, три человека, у которых есть разный способ приспособиться к действительности, и даны абсолютно три чётких пути. Дан путь легкомысленного молодого человека, который всё время хохочет, да и любит, видимо… Дан абсолютный конформист, который любит эту девочку — он страдает от того, что её нет рядом с ним, что она живёт не той, с его точки зрения, жизнью, который абсолютно принимает ценности предыдущего поколения… И есть девочка, которая не принадлежит ни к какому поколению, ни к какому возрасту, и она вообще не человек… Это некая страдающая от ужаса мира душа, которая потом всё равно прибивается к какому-то ребёнку». Участвовавший в обсуждении Константин Ковалёв-Случевский назвал героиню «девочкой из стадии после детства»: «Она осталась в естественном детском состоянии… Это „Принц и нищий“, причём, принц — богатый парень и нищая духом девушка, которая живёт своей своеобразной жизнью. Это бизнес и свобода творчества, противопоставление этих двух миров».

## Награды
- 2010 — Международный детский кинофестиваль «Артек» — Приз за лучшую музыку (Анна Соловьёва)